# Giải bóng đá hạng nhất quốc gia Bỉ 1904–05
Đây là thống kê của Giải bóng đá hạng nhất quốc gia Bỉ mùa giải 1904-05.

## Tổng quan
Mùa giải này chứng kiến hai bảng kết hợp lại thành một hạng đấu quốc gia: đây cũng là mùa giải cuối cùng trước khi xuất hiện lên và xuống hạng.

Giải có sự tham gia của 11 đội, và Union Saint-Gilloise giành chức vô địch.

## Bảng xếp hạng
| Vị thứ | Đội bóng                               | St | T  | H | B  | BT | BB  | Đ  | HS   | Ghi chú                 |
| ------ | -------------------------------------- | -- | -- | - | -- | -- | --- | -- | ---- | ----------------------- |
| 1      | Union Saint-Gilloise                   | 20 | 17 | 1 | 2  | 83 | 12  | 35 | +71  |                         |
| 2      | Racing Club de Bruxelles               | 20 | 13 | 4 | 3  | 76 | 25  | 30 | +51  |                         |
| 3      | F.C. Brugeois                          | 20 | 13 | 2 | 5  | 63 | 26  | 28 | +37  |                         |
| 4      | F.C. Liégeois                          | 20 | 13 | 1 | 6  | 48 | 29  | 27 | +19  |                         |
| 5      | Daring Club de Bruxelles               | 19 | 10 | 2 | 7  | 42 | 33  | 22 | +9   |                         |
| 6      | Beerschot                              | 20 | 9  | 2 | 9  | 47 | 43  | 20 | +4   |                         |
| 7      | C.S. Verviétois                        | 19 | 8  | 0 | 11 | 43 | 63  | 16 | -20  |                         |
| 8      | C.S. Brugeois                          | 19 | 6  | 3 | 10 | 33 | 40  | 15 | -7   |                         |
| 9      | Léopold Club de Bruxelles              | 19 | 5  | 2 | 12 | 35 | 60  | 12 | -25  |                         |
| 10     | Antwerp F.C.                           | 18 | 4  | 1 | 13 | 28 | 56  | 9  | -28  |                         |
| 11     | Athletic and Running Club de Bruxelles | 20 | 0  | 0 | 20 | 5  | 116 | 0  | -111 | Không tham gia mùa sau. |